# Couche leuco-plaquettaire

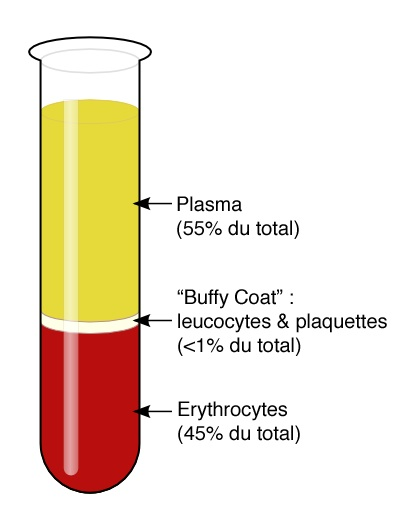
Composants du sang après centrifugation.

La couche leuco-plaquettaire ou couche leucocytaire (buffy coat en anglais) est la fraction d'un échantillon de sang non coagulé après centrifugation qui contient la plupart des globules blancs et des plaquettes.

## Description
Après centrifugation du sang, trois couches apparaissent dans l'éprouvette.
Au fond se trouvent les érythrocytes ou globules rouges, en surface, se trouve le plasma. Entre les deux se trouve une couche jaunâtre qui contient les leucocytes ou globules blancs et les plaquettes. C'est la couche leuco-plaquettaire.
On ne trouvera donc jamais de précurseurs hématopoïétiques dans une lame histologique de couche leuco-plaquettaire.
La couche leuco-plaquettaire est utilisée, par exemple, pour extraire l'ADN du sang des mammifères (car les globules rouges des mammifères sont énuclées et ne contiennent pas d'ADN).
En général, la couche leuco-plaquettaire est jaunâtre mais elle peut être vert si l'échantillon contient une grande quantité de granulocytes neutrophiles, qui contiennent beaucoup de myéloperoxidase, une enzyme verte.

## Utilisation
Le quantitative buffy coat (QBC) est un test pour diagnostiquer la malaria (ou paludisme) et d'autres parasites sanguins.